# Earful Tower
De Earful Tower is een watertoren in het Walt Disney Studios Park en tot april 2016 ook in de Disney's Hollywood Studios. In het Walt Disney Studios Park wordt de toren ook Earffel Tower genoemd.
De Earful Tower is gebaseerd op de toren bij de Walt Disney Studios in Burbank. Daar kent de watertoren echter Mickey Mouse-oren. De reden dat ze bij uitgerekend deze twee Disney-parken geplaatst zijn, is omdat het Walt Disney Studios Park en Disney's Hollywood Studios gethematiseerd zijn naar de filmwereld en herinneren aan de tijd waarin filmstudio's zo groot waren dat een noodwatervoorziening vereist was in geval van brand.

## Beschrijving

### Disney's Hollywood Studios
De ±40 m hoge Earful Tower in de Disney's Hollywood Studios was te vinden in de backstage-gebieden van het park en kon alleen van dichtbij worden bekeken vanuit de attractie Studio Backlot Tour. De toren deed in eerste instantie dienst als icoon van het park, tezamen met de façade van de replica van het Grauman's Chinese Theatre. Deze rol werd overgedragen op de Sorcerer's Hat voor het Grauman's Chinese Theatre, die op 28 september 2001 werd opgeleverd en op 25 februari 2015 afgebroken werd.
De watertoren werd verwijderd op 29 april 2016.

### Walt Disney Studios Park
De watertoren in het Walt Disney Studios Park draagt de naam "Earffel Tower", wat een verwijzing is naar de Eiffeltoren in Parijs. De toren heeft een hoogte van 49,7 m omdat geen enkele attractie in Disneyland Paris hoger mag zijn dan 50 meter. 's Nachts wordt de toren verlicht door een lichtslang rondom de oren van Mickey Mouse.
Disneyland Paris · Lijst van attracties in Walt Disney Studios Park · afbeeldingen
Walt Disney World Resort · Earful Tower · The Sorcerer's Hat · afbeeldingen